# 20773 Анеешвенкат
20773 Анеешвенкат (2000 QS208, 1999 JP123, 20773 Aneeshvenkat) — астероїд головного поясу, відкритий 31 серпня 2000 року.
Тіссеранів параметр щодо Юпітера — 3,179.